# Libějice
Libějice är en ort i Tjeckien.   Den ligger i regionen Södra Böhmen, i den centrala delen av landet, 80 km söder om huvudstaden Prag. Libějice ligger 494 meter över havet och antalet invånare är 102.
Terrängen runt Libějice är platt. Runt Libějice är det ganska glesbefolkat, med 43 invånare per kvadratkilometer. Närmaste större samhälle är Tábor, 4,8 km nordost om Libějice. Trakten runt Libějice består till största delen av jordbruksmark.